# Terminologie informatique
Cet article concerne les abréviations les plus courantes. Pour toutes les abréviations, voir Liste d'abréviations en informatique.
 (janvier 2014).
- Si vous ne connaissez pas le sujet, laissez ce bandeau (vous pouvez alors contacter les auteurs).
- Si vous supprimez le contenu mis en cause (vous pouvez préalablement contacter les auteurs),

argumentez précisément cette suppression dans la page de discussion
(un manque de référence n'est pas un argument ; une recherche réelle de référence doit avoir été effectuée, être formellement documentée).
La terminologie informatique est l'ensemble des termes et des sigles utilisés dans le domaine de l'informatique. La terminologie informatique regroupe en particulier des termes relatifs à des notions, des techniques, des normes, des produits – logiciels ou matériels, ainsi que des applications pratiques et des métiers de l'informatique.
Depuis ses débuts en 1950, le domaine de l'informatique a donné lieu à de nombreux néologismes, souvent empruntés à l'anglais. Ces emprunts sont d'usage courant dans le jargon des professionnels et le grand public. En France et au Québec, les gouvernements ont mis en place des organismes publics pour formuler des recommandations sur la terminologie et proposer leurs propres néologismes. 

## Origine des termes
Depuis ses débuts dans les années 1950, le secteur d'activité scientifique et industriel de l'informatique est à l'origine de nombreux néologismes, souvent en anglais. Les néologismes proviennent des instituts de recherche, des entreprises et des organismes du secteur d'activité.

### L'anglais et l'informatique
L'informatique est un secteur d'activité scientifique et industriel important aux Amérique, en Europe et en Asie. Les produits et services de cette activité s'échangent dans le monde entier. Les produits immatériels tels que les connaissances, les normes, les logiciels ou les langages de programmation circulent très rapidement par l'intermédiaire des réseaux informatiques et de la presse spécialisée, et sont suivis par les groupes de veille technologique des entreprises et des institutions. Les matériels informatiques peuvent être conçus sur un continent et construits sur un autre.
L'anglais international est la langue véhiculaire du secteur d'activité. Il est enseigné dans les écoles. C'est la langue des publications scientifiques ainsi que de nombreux ouvrages techniques. La grande majorité des langages de programmation utilisent le vocabulaire anglais comme base. Les termes peuvent provenir des instituts de recherche, des entreprises, ou des organismes de normalisation du secteur. De nombreux néologismes sont des abréviations ou des mots-valise basés sur des mots en anglais. Le grand nombre d'anglicismes reflète la domination actuelle des États-Unis sur ce marché.
L'usage d'abréviations joue le même rôle que celui des formules chimiques[réf. nécessaire] : L'ébauche d'une nomenclature internationale qui facilite l'accès des lecteurs non anglophones à la littérature informatique. Il existe en outre un phénomène d'emprunt lexical réciproque entre les langages de programmation - dont le lexique est basé sur l'anglais, et le jargon informatique.
L'Association pour la promotion du français des affaires critique la prolifération du jargon en anglais, évolution qui, selon elle, n'est pas dénuée de risques.

### Traduction en français
En France et au Québec, des organismes publics de terminologie proposent leurs propres néologismes sous forme de traductions des termes en anglais.
Au Québec, c'est l'Office québécois de la langue française qui en est chargé, dans le contexte du bilinguisme et des langues officielles.
En France, c'est la Commission spécialisée de terminologie et de néologie de l'informatique et des composants électroniques au ministère de l'Économie, de l'Industrie et de l'Emploi qui est chargée de proposer les termes nouveaux en informatique, sous le contrôle de la Commission générale de terminologie et de néologie. Le décret du 3 juillet 1996 relatif à l'enrichissement de la langue française, adopté en application de la loi Toubon, met en place un dispositif public pour entériner le choix des termes à employer ou des néologismes, dans tous les domaines dont en particulier l'informatique. Les organismes de terminologie des pays francophones sont consultés. Une fois publiés au Journal officiel de la République française, l'usage des termes officiels est rendu obligatoire dans les administrations françaises et dans les services publics.
Une étude publiée en 1997 et portant sur plus de 500 documents en français (exercices, articles de presse, publicité, documentation technique, documents internes et contrats) a montré que les termes les plus souvent traduits sont logiciel (software), ordinateur (computer), disquette (floppy disk) et mémoire (memory). Les anglicismes les plus courants sont bug (bogue), data (donnée), directory (répertoire), et hardware (matériel). Cette étude fait état d'un nombre très élevé de mots anglais dans les écrits de programmation en raison de la présence d'instructions de programme dans les textes. Elle démontre aussi que, paradoxalement, les écrits destinés aux étudiants et au grand public font un plus large usage du jargon informatique que ceux destinés aux initiés et aux professionnels.

### Exemples de traductions en français
On trouve les cas suivants :
- Création d'un néologisme de type mot-valise :
  - Informatique, traduction de computer science ou information technology, formé à partir des mots information et automatique,
  - Courriel, traduction de e-mail[8], formé à partir des mots courrier et électronique,
  - Bureautique, contraction de bureau et automatique.
  - Progiciel, formé à partir des mots produit et logiciel,
- Création d'un néologisme par francisation d'un terme étranger :
  - Bogue, traduction de bug[9].
- Traduction littérale d'une expression étrangère, le plus souvent en anglais :
  - Calcul haute performance, traduction de high performance computing,
  - Entrepôt de données, traduction de datawarehouse,
  - Pare-feu, traduction de firewall,
  - Grappe, traduction de cluster,
  - Infolettre, traduction de newsletter.
- Utilisation d'un néologisme évocateur :
  - Hameçonnage pour phishing.
  - Pourriel par contraction de « pourri » et de « courriel » (lui-même contraction de « courrier électronique ») pour remplacer le terme spam dont l'origine n'a aucun rapport avec le sujet[10].
- Création d'un mot avec préfixe suivi d'un acronyme :
  - Éco-TIC, traduction de green IT.
- Utilisation d'un faux-ami pour désigner un concept devenu plus courant :
  - Numérique au lieu de « digital » pris dans l'acception informatique de son homologue anglais digital.
- Utilisation d'une expression traduisant un acronyme en anglais qui désigne un concept résumé par une locution. L'acronyme peut rester utilisé dans différentes langues :
  - Mémoire vive, traduction de RAM, initiales de random access memory[11].
- Parfois, une nouveauté aux contours imprécis amène l'apparition d'un terme ronflant (buzzword), utilisé plus souvent pour intimider[réf. nécessaire] l'interlocuteur que pour l'informer.

## Usage des termes informatiques

### Diffusion
Pour un article plus général, voir Ensemble des règles d'usage de l'information en France.
Les termes informatiques très spécialisés ne se diffusent que rarement dans le grand public et restent confinés aux milieux professionnels[réf. souhaitée]. Dans ce cas, des termes en anglais restent utilisés (exemple : framework). Les logiciels font le plus souvent apparaître aux utilisateurs des terminologies métier dans la langue locale[réf. souhaitée].
Une terminologie propre à l'informatique peut néanmoins apparaître dans plusieurs cas[Selon qui ?] :
- presse et sites internet spécialisés,
- applications qui portent sur des prestations informatiques (achats, marchés publics sur des matériels et logiciels informatiques),
- documents divers dans les administrations et les entreprises,
- vocabulaire de l'internet (blog, RSS, etc.) et du courrier électronique (usage courant des mots mail et newsletter en France).

Le travail des terminologues consiste aussi à suivre l'usage qui est fait en pratique des termes proposés par les commissions de terminologie.
Les expressions francophones, même recommandées officiellement, ne correspondent pas toujours à l'usage le plus fréquent constaté dans les milieux professionnels.

### Traductions
Le passage d'une langue à l'autre dans la création et l'usage des termes nécessite de pouvoir gérer le plurilinguisme avec des fonctions avancées de sémantique. Le web sémantique s'avère une technique prometteuse dans ce domaine.
Les dictionnaires terminologiques devraient pouvoir disposer de fonctions de gestion des données de référence (master data, avec utilisation de métadonnées) qui puissent s'interfacer avec les données de référence des applications qui ont le plus besoin de vérifier les terminologies.

## Principaux termes employés en informatique
Ci-dessous une liste indicative des termes les plus couramment utilisés en informatique, triés par thèmes.

### Jargon de l'informatique
Ci-dessous une liste non exhaustive de termes du « jargon » informatique. le terme en anglais est indiqué en italique, suivi de sa traduction dans les bases terminologiques de la France (FranceTerme) et/ou du Canada (Grand dictionnaire terminologique. Les termes en anglais comme en français sont utilisés indifféremment par les professionnels du secteur.
- Access provider - Fournisseur d'accès[13]. Organisme offrant à des clients d'accéder à l'internet, ou, plus généralement, à tout réseau de communication.
- Applet - appliquette[14] ou applette [15] (diminutif de application). Petite application indépendante du matériel et du logiciel utilisés, qui est téléchargée depuis un serveur de la toile et qui est exécutée localement au sein d'un logiciel de navigation..
- Backup - secours (de)[16], sauvegarde[17]. Procédures et matériels destinés à être utilisés dans certains cas d'anomalie de fonctionnement.
- Bandwidth - bande passante[18]. Capacité d'une voie de communication à transmettre des données.
- Batch processing - traitement par lots[19]. Ensemble de commandes informatiques exécutées dans l'ordre sans intervention humaine.
- Big data - mégadonnées[20]. Données structurées ou non dont le très grand volume requiert des outils d'analyse adaptés.
- Bit (mot-valise de l'anglais binary digit). La plus petite information manipulable par informatique. unité de mesure.
- Boot - amorçage[21]. Démarrage du logiciel à la mise en route de l'ordinateur. Voir aussi reboot.
- Browser - navigateur web, navigateur, logiciel de navigation[22],[23]. Logiciel qui permet de consulter sur Internet les pages Web et de circuler dans les différents moteurs de recherche.
- Buffer - mémoire tampon[24]. Mémoire utilisée pour le stockage temporaire de données lors du transfert d'informations afin de compenser la différence de débit, de vitesse de traitement ou de synchronisation entre les divers dispositifs d'un ordinateur et ses périphériques.
- Bug - francisé en bogue[25]. Défaut de construction d'un logiciel.
- Client - Client. Ordinateur qui demande des services à un serveur.
- Cloud computing - informatique en nuage[26]. Mode de traitement des données d'un client, dont l'exploitation s'effectue par l'internet, sous la forme de services fournis par un prestataire.
- Computer Cluster, cluster - grappe (de serveurs)[27],[28]. Groupe de serveurs, réunis au même endroit, qui fonctionnent ensemble comme s'il s'agissait d'une seule unité.
- Computer crash - plantage[29]. Panne subite et inopinée qui fait que l'ordinateur ne répond habituellement plus à aucune commande et que l'image à l'écran se fige.
- Configuration - Configuration - Caractéristiques techniques.
- Cookie - témoin de connexion[30]. Appliquette envoyée par un serveur de la toile à un utilisateur, parfois à l'insu de celui-ci, au cours d'une connexion afin de caractériser cet utilisateur ; par extension, information que l'appliquette peut enregistrer sur le disque de l'utilisateur et à laquelle le serveur peut accéder ultérieurement.
- CPU (Central Processing Unit) - Processeur[31]. Organe destiné, dans un ordinateur ou dans une autre machine, à interpréter et à exécuter des instructions ; par extension, ensemble de programmes permettant d'exécuter sur un ordinateur des programmes écrits dans un certain langage.
- Cracker. pirate[32], pirate informatique[33]. Personne qui cherche à accéder de manière illégale au contenu des systèmes informatiques d'organisations ou d'individus à des fins personnelles et malveillantes.. Souvent confondu à tort avec hacker.
- Customer relationship management(CRM) - gestion des relations avec la clientèle[34]. Ensemble des outils et techniques destinés à tenir compte des souhaits et des attentes des clients et des prospects, afin de les satisfaire et de les fidéliser en leur offrant ou proposant des services.
- Customisation - personnalisation[35]. Modification d'un système pour répondre aux besoins d'un utilisateur.
- Data - Donnée[36]. Représentation d'une information sous une forme conventionnelle destinée à faciliter son traitement.
- Data base - base de données[37]. Dispositif permettant de stocker et de retrouver des données structurées, semi-structurées ou des données brutes ou de l'information, souvent en rapport avec un thème ou une activité.
- Data base management system (DBMS) - Système de gestion de base de données (SGBD)[38]. Pour une base de données, logiciel permettant d'introduire les données, de les mettre à jour et d'y accéder.
- Data center (EU), data centre (UK) - Centre de données[39]. Site physique où sont regroupées des infrastructures informatiques et de télécommunication destinées à stocker, à traiter ou à distribuer des données de façon sécurisée.
- Data model - Modèle de données[40]. Représentation schématique d'un ensemble de données et de leurs relations à l'intérieur d'une base de données.
- Data warehouse - Entrepôt de données[41]. Infrastructure logicielle qui collecte, structure et stocke des données d’une organisation afin d’en permettre l’exploitation par des outils d’aide à la décision ; par extension, ces données elles-mêmes.
- Directory - Répertoire[42],[43], dossier. Un des éléments du système de classification des données sur un support de stockage (disque dur, disquette), permettant de regrouper les fichiers de même nature ou ayant un lien entre eux.
- Downloading - téléchargement[44]. Transfert de programmes ou de données d'un ordinateur vers un autre.
- Driver - pilote de périphérique[45], pilote informatique, souvent abrégé en pilote. Programme de gestion des échanges avec un périphérique.
- Dump - cliché[46]. Copie du contenu d'une mémoire à un instant donné.
- Electronic data interchange (EDI) - Échange de données informatisé (EDI)[47]. Transfert, entre systèmes d'information de deux entités, de données structurées directement émises et traitées par des applications informatiques selon des procédures normalisées.
- End-of-file - fin de fichier, abrégé en EOF.
- Enterprise resource planning software package (ERP) - Progiciel de gestion intégré (PGI)[48]. Progiciel qui permet de gérer les processus d'une entreprise en intégrant l'ensemble de ses fonctions..
- e-mail address - adresse de courrier électronique, adresse électronique[49]. Libellé permettant l'identification d'un utilisateur de messagerie électronique et l'acheminement des messages qui lui sont destinés.
- e-mail - courriel, courrier électronique, message électronique[50]. Message écrit, envoyé électroniquement via un réseau informatique.
- e-mail client - client de messagerie, courrieleur[51]. Logiciel qui sert à lire et envoyer des courriers électroniques (exemples : Outlook, Thunderbird...).
- Firewall - Pare-feu[52]. Dispositif informatique qui filtre les flux d’informations entre un réseau interne à un organisme et un réseau externe, en vue de neutraliser les tentatives de pénétration en provenance de l’extérieur.
- Firmware - microprogramme[53], micrologiciel. Programme informatique incorporé dans une pièce de matériel informatique (exemple: disque dur, imprimante) et exécuté par ce matériel.
- Framework - environnement de développement[54], armature ou cadriciel. Bibliothèque logicielle contenant un kit de construction de logiciels.
- Freeware - logiciel gratuit[55], gratuiciel. Logiciel que l'auteur met à la disposition des utilisateurs sans exiger de rémunération, mais en conservant l'intégralité de ses droits.
- Geek – informaticien bricoleur, assidu et passionné, qui possède souvent de grandes connaissances.
- Groupware - Logiciel de groupe de travail, logiciel de groupe[56]. Logiciel qui permet à un groupe de personnes de collaborer sans être nécessairement réunis.
- Hacker - personne spécialiste dans la maîtrise de la sécurité informatique et donc des moyens de déjouer cette sécurité.
- Hardware - matériel informatique, matériel[57]. Ensemble des éléments physiques employés pour le traitement de données..
- Help desk - Centre d'assistance[58]. Service chargé de répondre aux demandes d'assistance émanant des utilisateurs de produits ou de services.
- Implementation - Implémentation. Mise en place d'un processus métier (mise en œuvre) ou mise en place d'un logiciel dans un système d'informations (implantation).
- Interface - Interface. Dispositif de communication physique et/ou logique.
- Local area network (LAN) - Réseau local d'entreprise[59], réseau local. Réseau informatique où les terminaux qui y participent (ordinateurs, etc.) s'envoient des trames au niveau de la couche de liaison sans utiliser l’accès à internet.
- Log - journal[60].Relevé chronologique des opérations informatiques, constituant un historique de l'utilisation des programmes et des systèmes sur une période donnée.
- Logging - journalisation, Inscription automatique dans un fichier.
- Login - Connexion[61]. Procédure permettant à un utilisateur de se mettre en relation avec un système informatique et, si nécessaire, de se faire reconnaître de celui-ci.
- Mail box - boîte aux lettres (BAL)[62], boîte de messagerie. Dans une messagerie électronique, espace de mémoire réservé à un abonné, dans lequel sont conservés les messages qui lui sont destinés et éventuellement les messages qu'il envoie.
- Mailing - publipostage[63], adressage[64]. Technique légale de marketing qui consiste à envoyer en nombre des informations ou prospectus publicitaires, par voie postale ou électronique.
- Mailing list - liste de diffusion[65]. Utilisation spécifique du courrier électronique qui permet le publipostage d'informations aux utilisateurs qui y sont inscrits
- Metalanguage - Métalangage[66]. Langage de description de langage.
- Middleware - logiciel médiateur[67], intergiciel. Logiciel qui assure des échanges d'informations entre différentes applications informatiques.
- Migration - Migration. Passage d'un système informatique d'un état A à un état B.
- Mock-up - maquette. Prototype d'un logiciel.
- Multitask, multitasking - multitâche[68]. Mode de fonctionnement d'un ordinateur dont le système d'exploitation permet d'exécuter plusieurs programmes simultanément.
- Newsletter - Lettre d'information[69]. Périodique d'information destiné à un public déterminé.
- Not Invented Here - pas inventé ici. Désigne péjorativement l'attitude de membres d'une organisation qui rejettent les innovations survenues hors de leur contrôle.
- Object oriented - orienté objet[70]. Se dit notammentdes langages de programmation avec lesquels les programmes sont construits par la définition d'interactions entre des briques logicielles (les objets) qui représentent des entités du monde réel.
- Offline - autonome[71], hors-ligne. Matériel fonctionnant indépendamment de tout autre.
- Online - En ligne[72]. Service accessible par l'intermédiaire d'un réseau.
- Open source - Code source libre, ou ouvert[73]. Code source que l'on rend disponible gratuitement pour qu'il puisse être modifié et redistribué, dans un contexte de développement communautaire.
- Open source software - Logiciel libre[74] - Logiciel dont l'auteur autorise la réutilisation du code source pour en faire des œuvres dérivées.
- Operating systme (OS) - Système d'exploitation[75]. Logiciel gérant un ordinateur, indépendant des programmes d'application mais indispensable à leur mise en œuvre.
- Package - progiciel[76], mot valise formé à partir des mots produit et logiciel. Ensemble complet et documenté de programmes conçu pour être fourni à plusieurs utilisateurs, en vue d'une même application ou d'une même fonction.
- Personal computer (PC) - Ordinateur personnel[77]. Micro-ordinateur d'usage individuel destiné à être utilisé dans un cadre professionnel ou domestique.
- Phishing - hameçonnage[78]. Technique de fraude visant à obtenir des informations confidentielles, telles que des mots de passe ou des numéros de cartes de crédit.
- Pixel - mot-valise de l'anglais picture element. Élément d'une image numérique.
- Power-On Self-Test, en abrégé POST - Autocontrôles au démarrage du matériel.
- Protocole - Ensemble de règles normalisées de communication qui permettent des échanges d'informations entre ordinateurs.
- Polling - scrutation. Examen périodique de l'état d'un dispositif informatique dans le but de déceler des changements (par opposition à l'utilisation d'une interruption).
- Quick-and-dirty - vite fait, mal fait. Se dit d'un procédé peu harmonieux mais rapide à mettre en œuvre.
- Random access memory (RAM) - mémoire vive[79]. Mémoire dont le contenu peut être modifié en usage normal.
- Reboot - réarmoçage[80]. Exécuter à nouveau le programme amorce sur un ordinateur déjà mis en marche.
- Read only memory (ROM) - mémoire morte[81]. Mémoire dont le contenu ne peut pas être modifié en usage normal.
- Request, query - Requête[82]. Mot ou groupe de mots, parfois combinés à des opérateurs logiques, qui sont utilisés pour lancer une recherche d'information dans un outil de recherche.
- Reset - Remise à zéro, réinitialisation[83]. Remise d'un système informatique ou d'une application dans son état initial.
- Reverse engineering - rétro-ingénierie ou ingénierie inverse[84]. Examen des instructions d'un logiciel existant dans le but de retrouver le processus de sa conception et de sa fabrication, ainsi que les modalités de son fonctionnement.
- Runtime - moteur d'exécution[85]. Programme qui sert à exécuter d'autres programmes.
- Scrolling - défilement[86]. Déplacement horizontal ou vertical du contenu d'une fenêtre.
- Server - Serveur[87]. Ordinateur qui rend des services à d'autres ordinateurs.
- Session - Session. Laps de temps pendant lequel une personne manipule un ordinateur et informations relatives.
- Shareware - logiciel à contributif[88], partagiciel ou logiciel contributif[89]. Logiciel mis à disposition du public, moyennant une contribution en cas d'utilisation prolongée.
- Single sign-on (SSO) - Authentification unique, signature unique[90]. méthode permettant à un utilisateur d'accéder à plusieurs applications informatiques (ou sites web sécurisés) en ne procédant qu'à une seule authentification.
- Spool (acronyme de Simultaneous peripheral operation on-line, « fonctionnement simultané de périphérique en ligne ») - mise en file d'attente.
- Trojan horse - cheval de Troie[91]. Logiciel apparemment inoffensif, installé ou téléchargé et au sein duquel a été dissimulé un programme malveillant qui peut par exemple permettre la collecte frauduleuse, la falsification ou la destruction de données.
- Upgrade - Mise à niveau[92]Actualisation d'un logiciel ou d'un matériel. Opération consistant à améliorer les fonctionnalités d'un logiciel, ou encore à en ajouter ou à en retirer, et à y apporter des modifications majeures.
- User interface - interface homme-machine (IHM), interface avec l'utilisateur[93]. Interface informatique qui régit les interactions entre une machine et son utilisateur.
- Wide area network (WAN) - réseau étendu[94]. Grand réseau déployé géographiquement sur une longue distance, qui peut relier entre eux des réseaux locaux, et qui peut avoir recours à des réseaux publics pour la transmission des données.

### Sociétés et organismes
- AOL : America On-line
- AT&T : American Telephone & Telegraph
- Afnic : Association française pour le nommage Internet en coopération
- AMD : Advanced Micro Devices
- ANSI : American National Standards Institute
- BSA : Business Software Alliance
- CCIE : Cisco Career Certifications
- CDC : Cult of the Dead Cow
- CPAN : Comprehensive Perl Archive Network
- DARPA : Defense Advanced Research Projects Agency
- DIN : 1/ Deutsches Institut für Normung (l'institut) ; 2/ Deutsches Industrie Norm (la norme)
- DINUM : Direction interministérielle du numérique

### Normes
- Matériel : ACPI, AGP, AT, ATA, ATAPI, ATX, CGA, DIMM, DIP
- Télécommunication : ADPCM, DSL, ADSL
- Connectique : BNC
- Format de données numérique : ASCII, APNG, AVI, BCD, BDF, BMP, BOM, AIML, ASX, CRC, CR, CSS, CSV, HTML et DHTML
- Procédés de cryptographie : AES, DES
- Interface de programmation : CGI, POSIX, DOM
- Protocole réseau: ARP, ATM, BOOTP, CHAP, CIFS, CTCP, DAP et LDAP, DDS, DHCP, DNS

### Produits
- Langages de programmation : ABAP, APL, BASIC, COBOL
- Bibliothèques logicielles : ADO, ADSI, AJAX, ALSA, AWT, ASL, ASP, CLR
- Techniques : COM, DCOM, CORBA, CMOS, CRT, CISC, DDE, DDR, DivX, DMA
- Système de fichiers : AFS
- Logiciels : BIND, CDE, CICS, CVS, CAS, DB2
- Micrologiciel : BIOS
- Système d'exploitation : BSD, CP/M

### Notions
CMYB, codec, DAI, DOI
- Unités de mesure: BPS, DPI
- Sécurité informatique : ACL, ACE, CA, CAPTCHA, DAC
- Ingénierie, programmation: API, BD, DB ou BDD, CRUD, DLL, DSDM
- Activités : AI ou IA, B2B, B2C, Business Intelligence ou Informatique décisionnelle
- Emplois : DBA, DSI
- Applications, fonctionnalités: AGL ou CASE, BBS, Blog, CAD ou CAO, CAE ou IAO, CAM ou FAO, CMS, CRM, CLI, BSOD, DBMS ou SGBD, DDOS, DRM
- Matériel : CD, ROM, CD-ROM, CPU, BER, DAT, DCE ou modem, DLT, RAM, DRAM, DSP
- Algorithmes et structures de données : BFS, DAG
- Droit : CLUF ou EULA, DADVSI
- Environnements de travail : Espace numérique de travail (digital workplace en anglais) ; Espace numérique de travail (éducation) (virtual learning environment en anglais, lorsqu'il s'agit du domaine de l'éducation)